# مورسلود
شهر مورسلود (به فرانسوی: Moorslede) در شهرستان رئزلر در استان فلاندری غربی در منطقه فلاندری در کشور بلژیک واقع شده‌است.